# Sant’Apollinare Nuovo

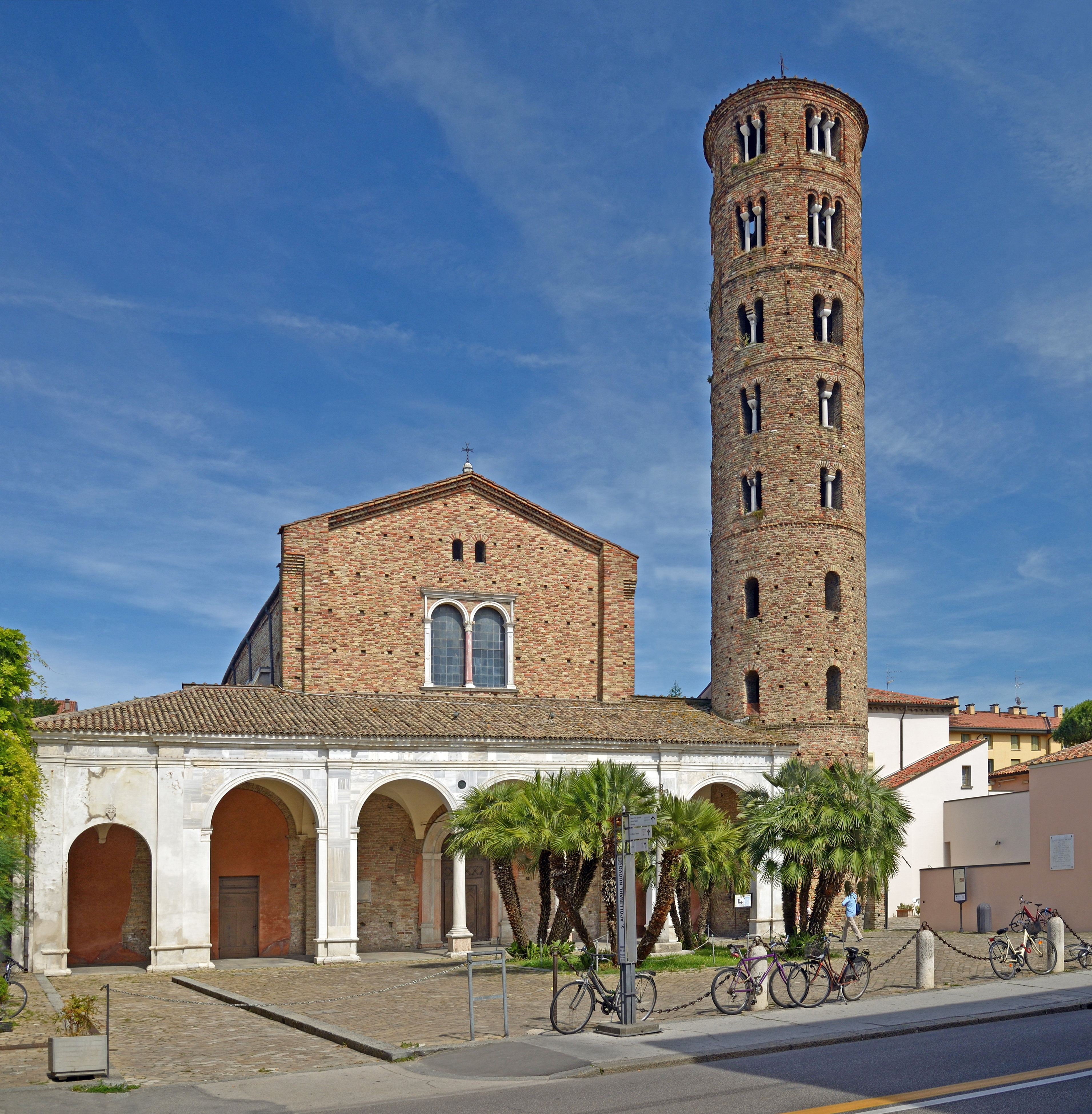
Westfront der Kirche mit Narthex und Campanile

Sant’Apollinare Nuovo ist eine dreischiffige Basilikalkirche in Ravenna in Italien. Bekannt ist sie vor allem – wie die anderen ostgotischen und byzantinischen Kirchen Ravennas – wegen der Wandmosaiken in ihrem Innern. Mit den anderen frühen Kirchenbauten in Ravenna gehört Sant’Apollinare Nuovo zum UNESCO-Welterbe.

## Geschichte

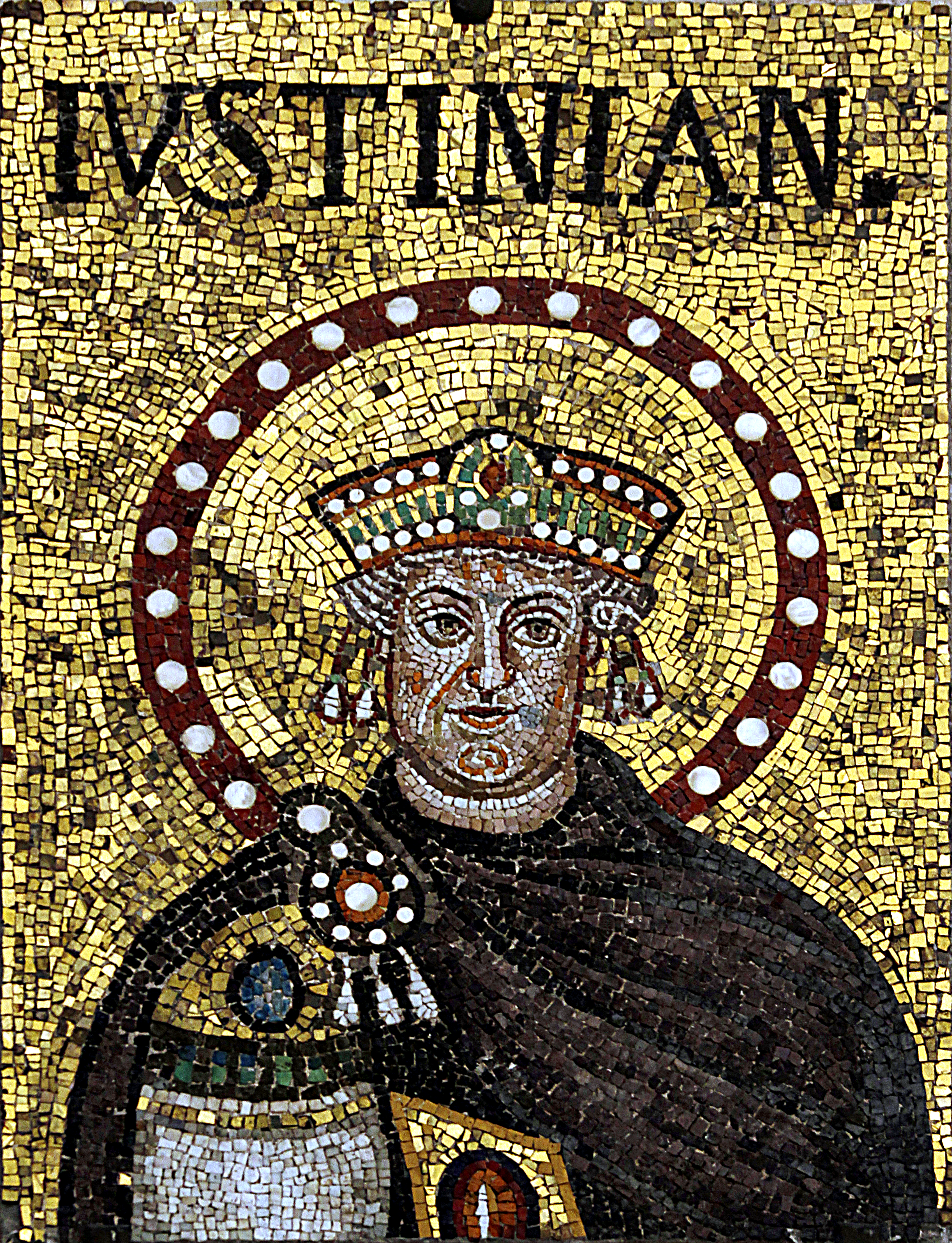
Mosaik Justinians I., das wahrscheinlich ursprünglich ein Abbild Theoderichs darstellte

Das gegen Ende des 5. oder Anfang des 6. Jahrhunderts Christus, dem Erlöser geweihte Gebäude wurde auf Veranlassung Theoderichs des Großen (451/56–526) errichtet. Eine Bauinschrift ist zwar erhalten (sie wird unter anderem von dem Chronisten Agnellus in seinem Liber Pontificalis Ravennatis wiedergegeben); diese erlaubt aber keine nähere Datierung. Es ist lediglich nachvollziehbar, dass die Kirche unter Theoderich a fundamentis, also von den Grundmauern auf, errichtet wurde. Sie diente dem Ostgotenkönig als Palastkirche. Vermutlich gab es bereits einen Vorgängerbau, denn auf dem hinter der Kirche gelegenen Areal befand sich zuvor der Palast der Regentin Galla Placidia. Der an dessen Stelle errichtete Palast Theoderichs ist auf einem Mosaik in der Kirche abgebildet; von dem nicht mehr vorhandenen Gebäude wurden nur die Grundmauern und einige Fragmente von Mosaikfußböden ergraben. Am Rande des Palastgeländes entstand im 8. Jahrhundert, in der Spätzeit des Exarchats von Ravenna, die Kirche San Salvatore ad Calchi, von der noch eine Fassade erhalten ist, die man lange für den Palast des Theoderich hielt (Sogenannter Palast Theoderichs).
Das Gebäude folgt dem Beispiel der in der Zeit der Völkerwanderung noch zahlreich vorhandenen dreischiffigen Basiliken (deutsch ‚Königshallen‘) der römischen Architektur, die in der Antike aber nicht nur für manche Aula regia (Audienzhalle eines Herrschers) im engeren Sinn, sondern oft auch für Gerichts- oder Markthallen Verwendung gefunden hatte. Zeitlich steht der Bau am Übergang von der Spätantike zur Vorromanik, die besonders in Ravenna auch Parallelen zur zeitgleichen frühen byzantinischen Architektur aufweist (hier besonders die Mosaiken). Theoderich war am Hof des oströmischen Kaisers Leo I. in Konstantinopel aufgewachsen, hatte als hoher Offizier in der oströmischen Armee gedient und besiegte 490/491 Odoaker in Italien als rex des Gotenverbandes und magister militum im Auftrag von Kaiser Zenon.
Nach 540, als die Byzantiner die Stadt in ihren Herrschaftsbereich eingliederten und der Arianismus zur Irrlehre erklärt wurde, wurde die Basilika zwischen 556 und 565 dem Patrozinium des hl. Martin unterstellt. Dies geschah unter dem damaligen Erzbischof Ravennas, Agnellus. Gegen Mitte des 9. Jahrhunderts, als die Reliquien des hl. Apollinaris, des ersten Bischofs von Ravenna, von der Kirche Sant’Apollinare in Classe in die Martinskirche innerhalb der Stadtmauern überführt wurden, wurde die Kirche dessen Patrozinium geweiht. Die Basilika Sant’Apollinare in Classe lag außerhalb und war Plünderern leichter zugänglich. Der Zusatz nuovo wurde dem Namen deshalb gegeben, um sie von Sant’Apollinare in Veclo zu unterscheiden.
Während des Ersten Weltkrieges wurde die Kirche bei einem österreichisch-ungarischen Luftangriff auf Ravenna am 12. Februar 1916 durch eine Fliegerbombe getroffen, die die Hauptfassade teilweise zum Einsturz brachte. Bei dem Angriff wurden auch einige Mosaiken zerstört. Der Angriff veranlasste Papst Benedikt XV. eine offizielle Protestnote an Kaiser Franz Joseph I. zu richten, in der er Angriffe auf unverteidigte Städte, Kirchen und Kulturgüter anprangerte.

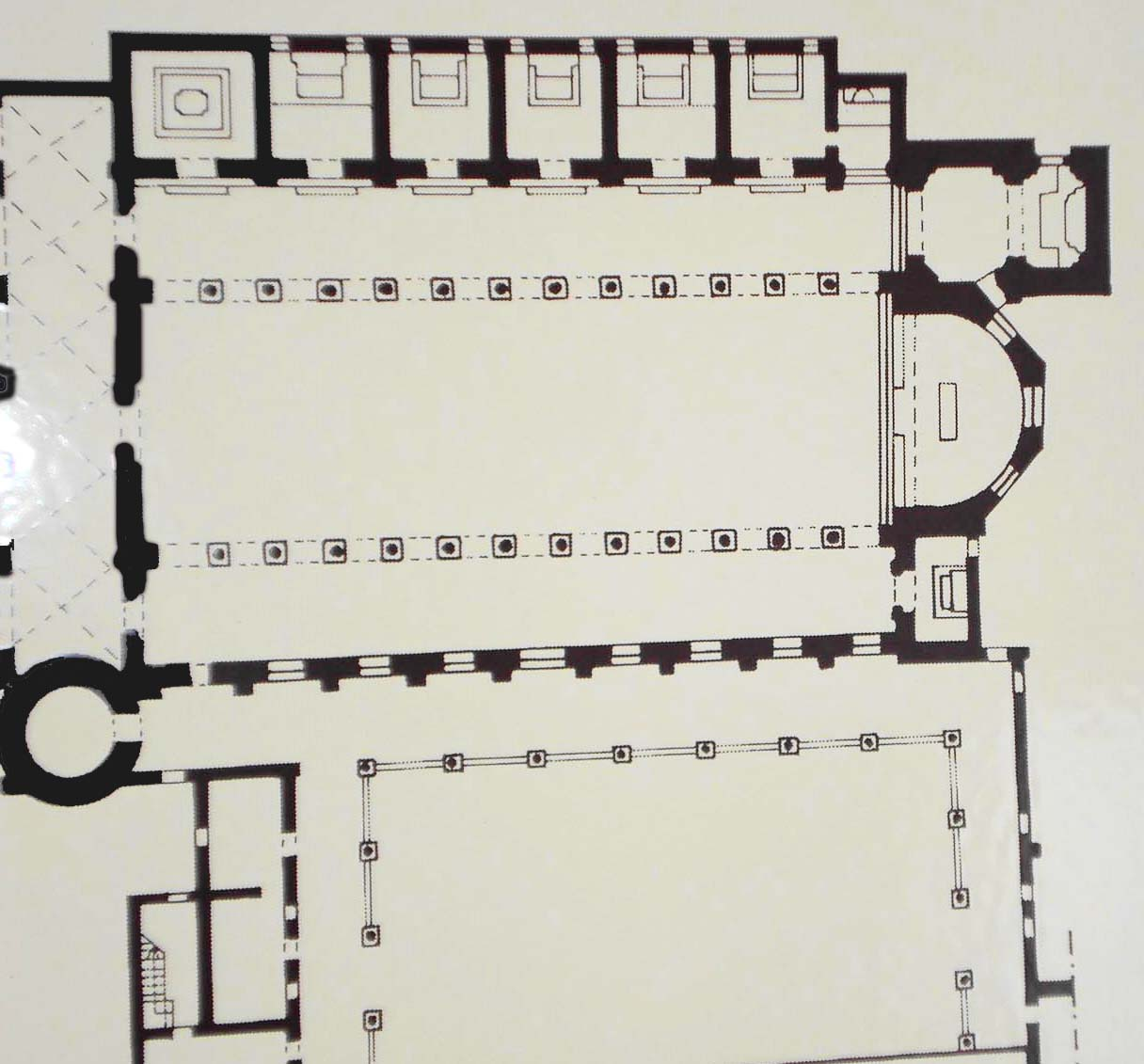
Genordeter Grundriss: Basilika, Narthex, Campanile sowie Anbau mit Innenhof

## Grundriss
Die ursprüngliche Basilika aus dem 6. Jahrhundert ist überwiegend noch vorhanden. Die ursprüngliche Apsis wurde abgetragen. Umbau- und Anbauarbeiten wie der westliche Eingangsportikus, der ursprünglich die Kirche mit dem Platea maior verband, wurde 1513 von den Franziskanern umgebaut und 1916 wegen Bombenschäden erneuert. Der Glockenturm an der südlichen Westfassade wurde um 1000 angebaut. Die Erweiterung der Kapellen am nördlichen Seitenschiff und des langgestreckten Chors aus dem 16. und 18. Jahrhundert auf der östlichen Seite folgen.

## Außengestaltung
Der Fassade ist heute ein einfacher Säulengang aus Marmor aus dem 16. Jahrhundert vorgestellt. Die Außenwände der Seitenschiffe sind durch Rundbogenfenster, fensterlose Blenden sowie kräftige Lisenen gegliedert. Ein Gesims, das aus einem dreistufigen Ziegelband besteht, verbindet die Fensterbögen mit den Lisenen, ein Element, das vermehrt bei Bauten in Nordsyrien verwendet wird.
Am zylindrischen 38 Meter hohen Campanile finden sich in den unteren Stockwerken einbogige Fenster, in den Stockwerken darüber zweibogige und in den oberen Stockwerken dreibogige romanisch-ottonische Fenster. Dies lässt den Turm schmaler erscheinen. Die Form des Turms stammt ursprünglich aus der römischen Militärarchitektur; dort waren solche Türme vor allem in Stadtmauerbefestigungen integriert.

## Innengestaltung

### Architekturelemente
Der Innenbereich ist 35 Meter lang und 21 Meter breit und besteht aus einem erhöhten Mittelschiff und zwei niedrigeren Seitenschiffen, die durch je eine Säulenreihe getrennt werden. Die Säulen bestehen aus Marmor, der aus Konstantinopel importiert wurde und haben ein Leier- oder auch Lederblattkapitell. Dabei handelt es sich um eine einfache Form des korinthischen Kapitells: die Akanthusblätter sind weniger ausgearbeitet und weisen eine grobe Ornamentik auf. Die Säulen sind durch Bögen verbunden, die kassettiert sind. Darüber befindet sich die Mittelschiffwand, die ein reich gestaltetes Mosaikfeld hat. Vor dem 16. Jahrhundert befand sich zwischen der Arkadenzone und den Mosaiken noch ein weiterer 1,5 Meter breiter Wandstreifen, der bei der Erhöhung des Bodenniveaus von 1611 durch die Franziskaner entfernt wurde. Der Obergaden besteht aus je elf Fenstern, deren Zwischenraum mit weiteren Mosaikdarstellungen geschmückt ist. Die jetzige Kassettendecke stammt aus dem 16. Jahrhundert. Sie ersetzt die ursprüngliche Decke, die man wegen ihrer prachtvollen Mosaiken „hl. Martin im Goldhimmel“ genannt hatte. Die Apsis wurde 1950 erneuert. Sie war höchstwahrscheinlich mit Mosaiken geschmückt, die bei einem Erdbeben im 7. Jahrhundert zerstört worden waren.

### Mosaiken
Der gesamte Innenraum war einst mit Mosaiken verziert. Heute sind nur noch die Mosaike im Mittelschiff vorhanden. Sie stammen vornehmlich aus der Zeit Theoderichs. Auf der südlichen Mittelschiffswand wird ein Zug von 26 männlichen Heiligen dargestellt, deren Prozession vom hl. Martin angeführt wird. Die nimbierten Heiligen tragen einfache weiße Tuniken, allerdings trägt der hl. Martin ein purpurnes Obergewand, und der hl. Laurentius erhielt ein goldenes Gewand, da er in Ravenna sehr verehrt wurde. In ihren verhüllten Händen tragen die Märtyrer Kränze und die Märtyrerpalme. Die Inschrift oberhalb ihrer Häupter identifiziert sie. Sie ziehen von Westen – einem Palast – nach Osten, zum thronenden Christus, der von zwei Engeln flankiert wird.
Auf der gegenüberliegenden Wand ist eine Prozession von 22 jungfräulichen Märtyrinnen dargestellt, die sich von Classe zu der von vier Engeln flankierten, thronenden Muttergottes mit dem Kind bewegt. Die Jungfrauen tragen goldbestickte Tuniken und weiße Schleier und wie die männlichen Märtyrer den Siegeskranz in der verhüllten Hand. An der Spitze der heiligen Jungfrauen ziehen die Weisen aus dem Morgenland.
Im Obergaden sind zwischen den Fenstern 32 Darstellungen von Aposteln und Propheten zu sehen. Darüber befinden sich in rechteckigen Feldern abwechselnd Darstellungen der Wunder und der Passion Christi sowie Baldachine. Dabei sind die Darstellungen nicht nach der Chronologie der Bibel, sondern nach der liturgischen Leseordnung angeordnet.
Christus trägt seit der Restaurierung von 1860 ein Zepter. Ursprünglich hielt er ein offenes Buch mit der Aufschrift Ego sum rex gloriae („Ich bin der König der Herrlichkeit“). Beachtenswert sind noch die Mosaiken, die nahe dem Eingang der Kirche den Palast des Theoderich und den Hafen der Stadt, Classis, zeigen. Aus ihnen wurden nach der Eroberung Ravennas durch oströmische Truppen im Jahr 540 die Abbilder Theoderichs und seiner Höflinge entfernt und durch Bilder von Vorhängen ersetzt; bei genauem Hinsehen kann man allerdings an mehreren Stellen noch die Hände der einst dargestellten Figuren erkennen (Siehe: Damnatio memoriae).

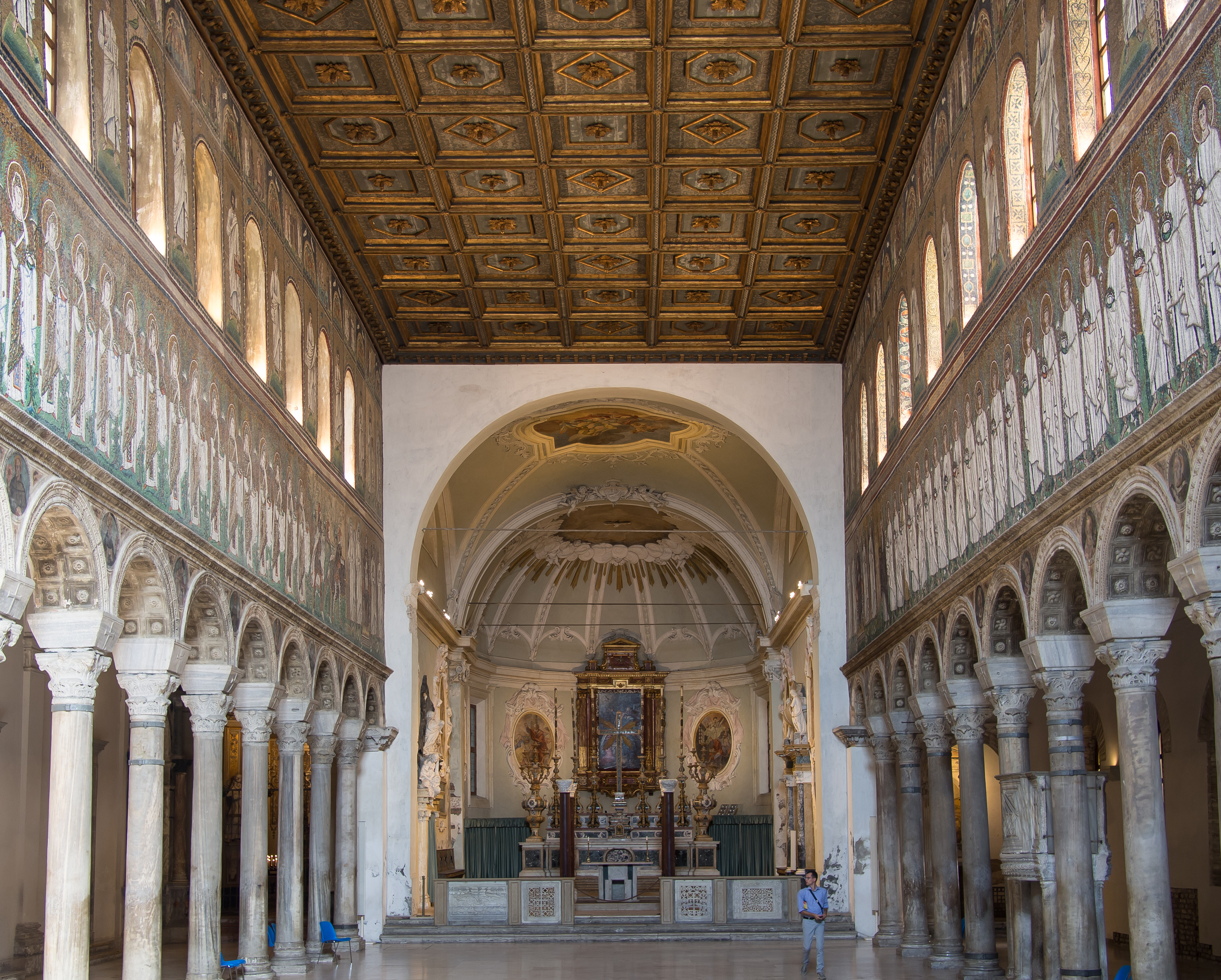
Innenansicht Richtung Apsis
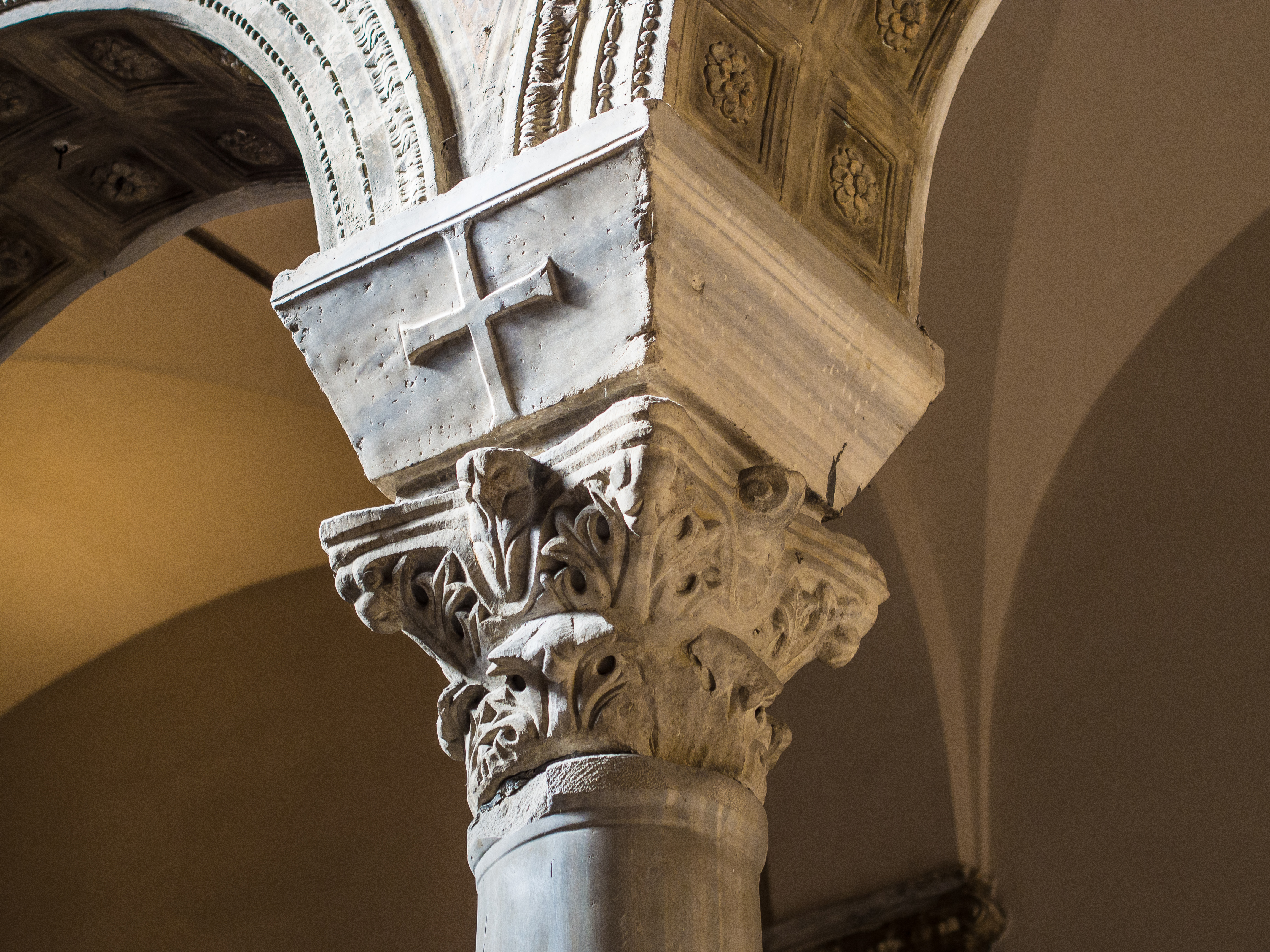
Blattkapitell
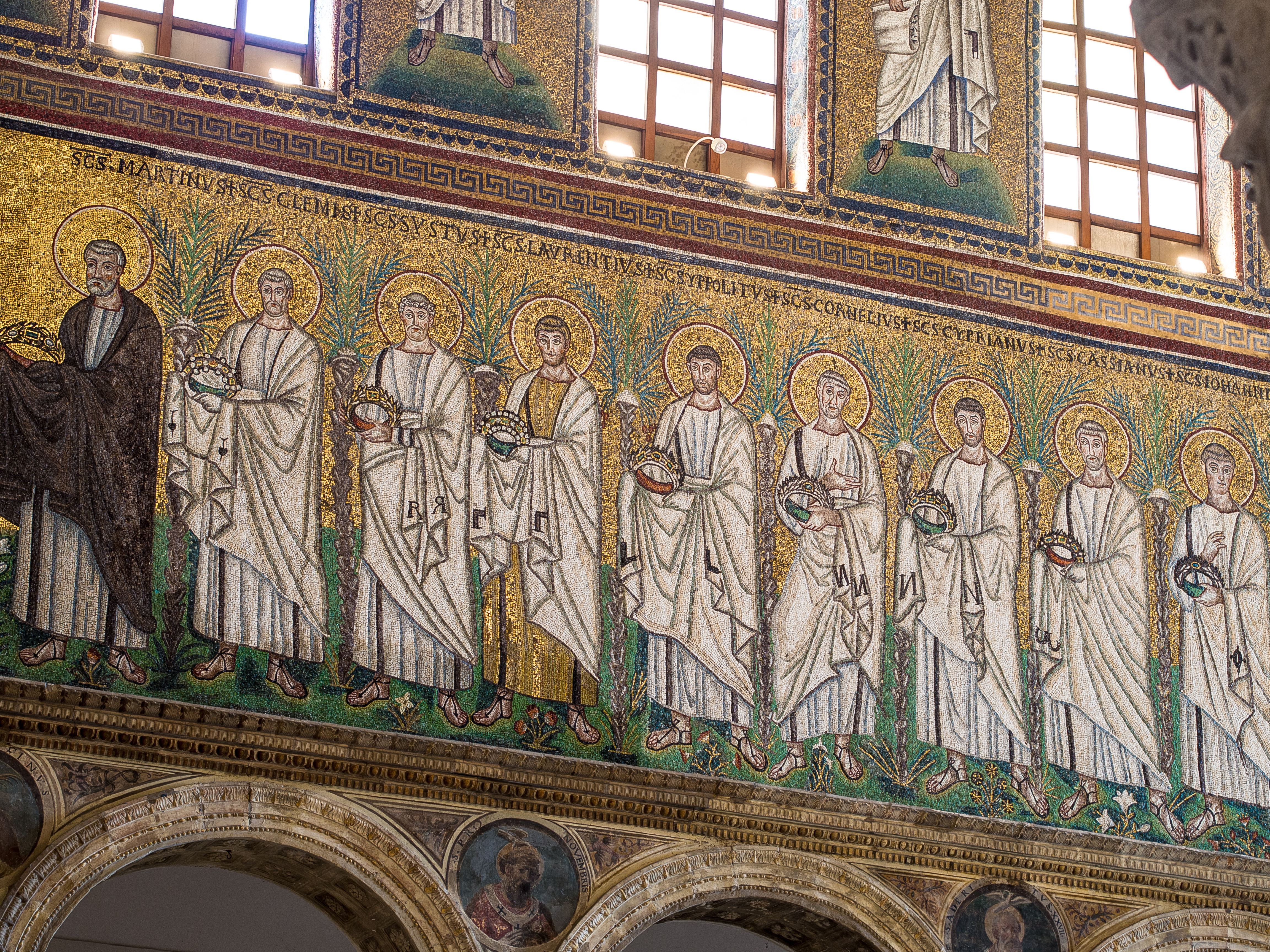
Zug der Märtyrer (Ausschnitt)
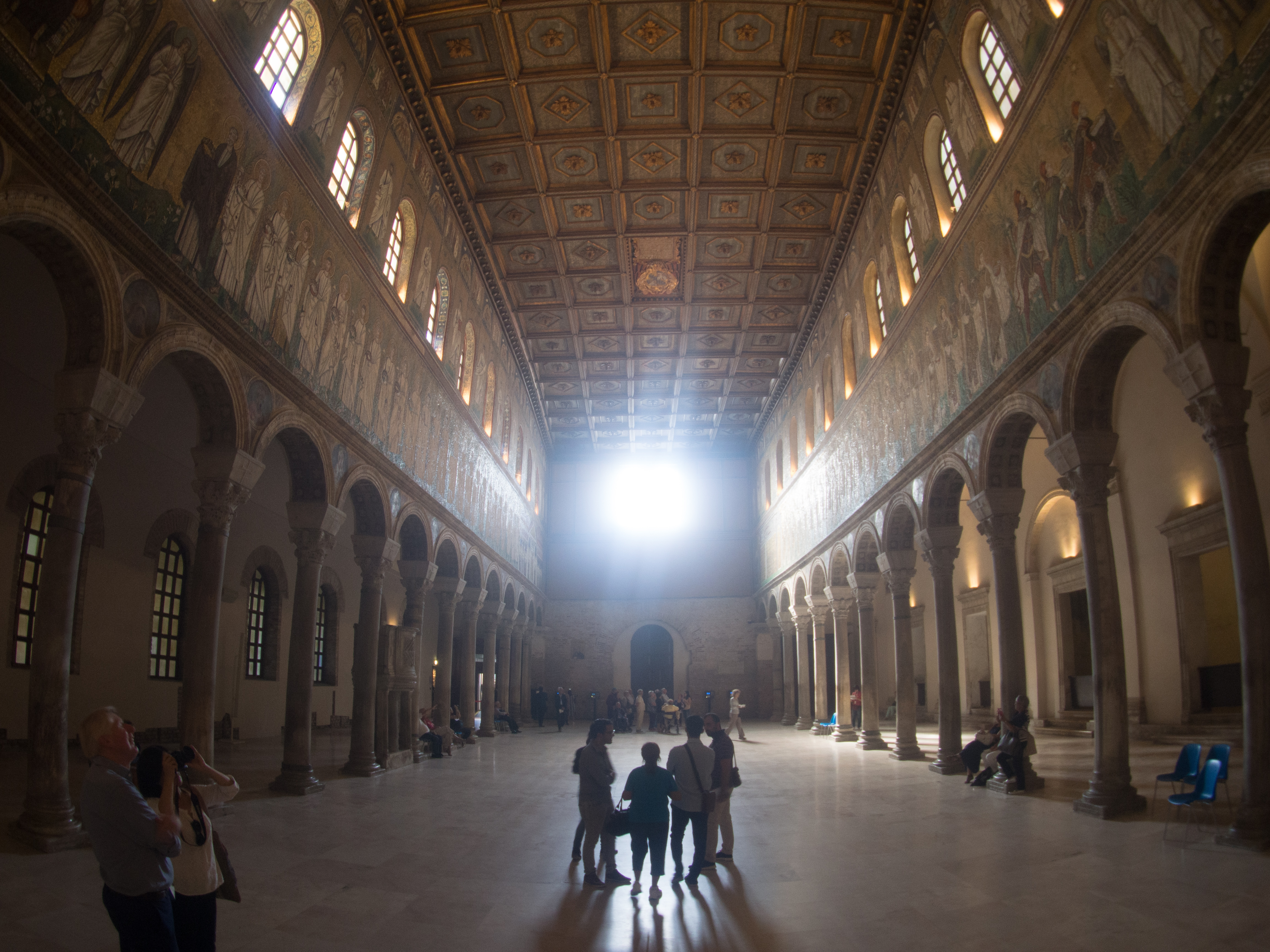
Innenansicht mit Weitwinkel
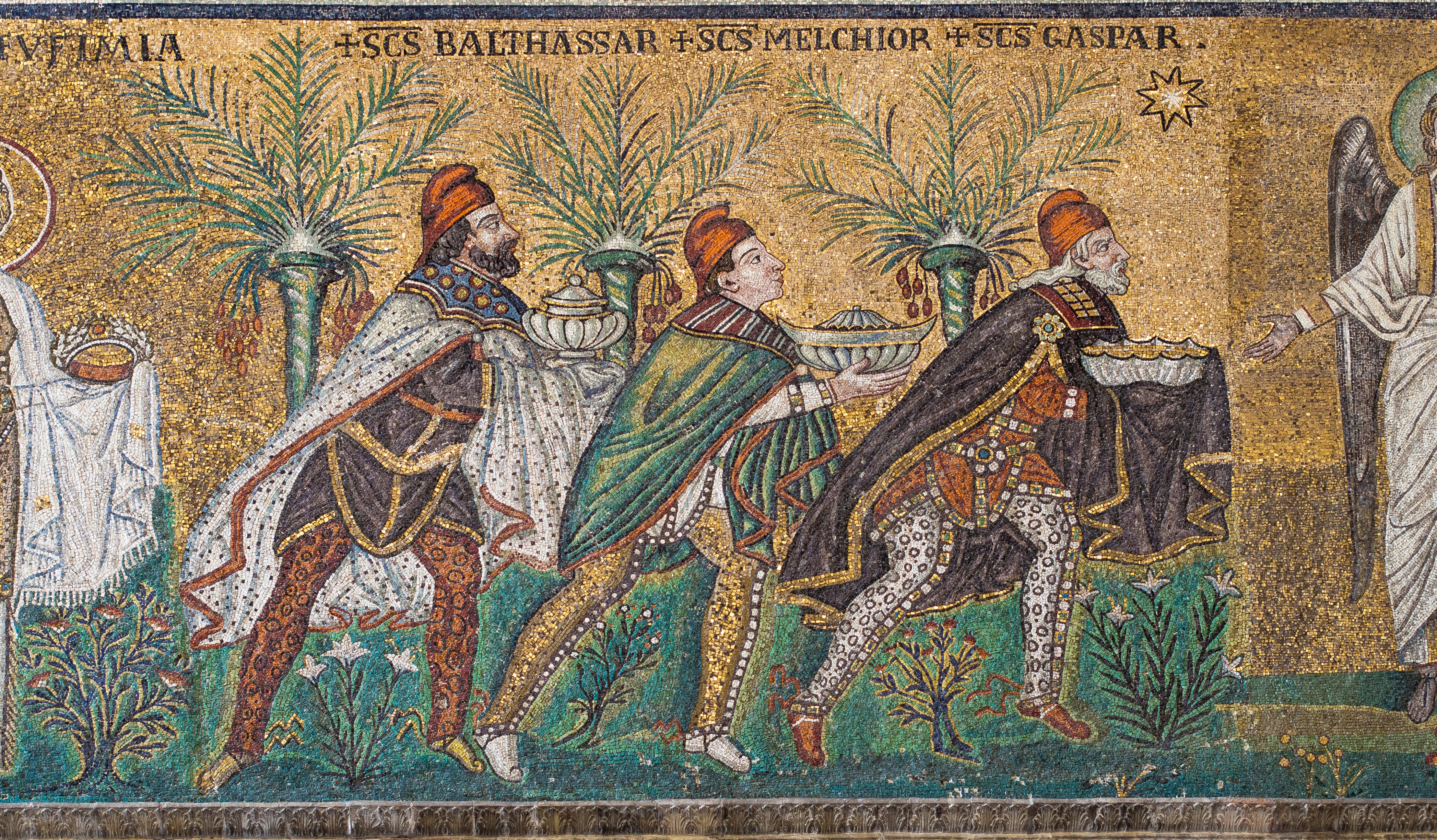
Heilige Drei Könige mit Hosen und phrygischer Mütze als Zeichen ihrer östlichen Herkunft.
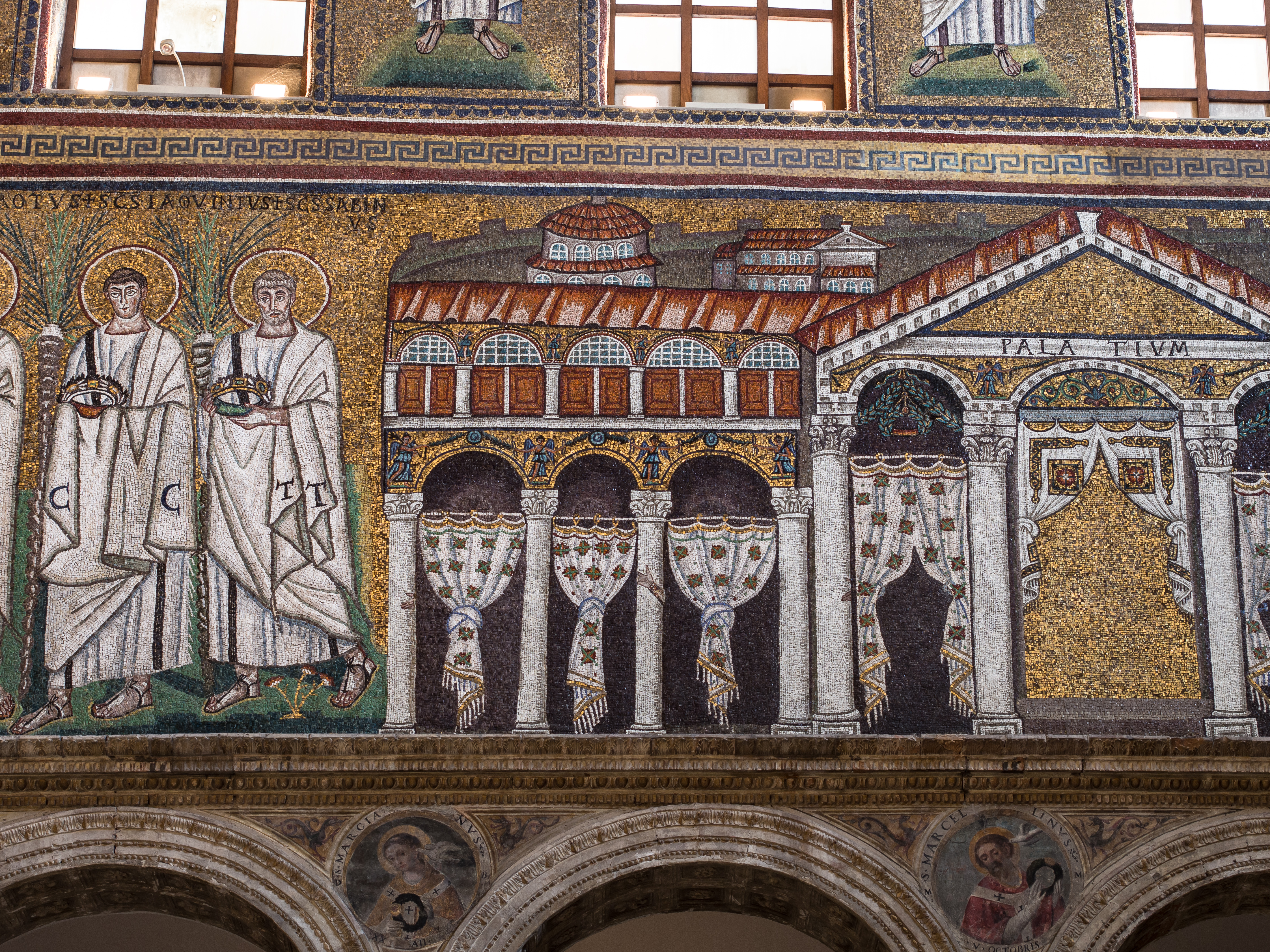
Durch Justinian veränderte Mosaiken: Die im Palast Dargestellten aus der Theoderich-Zeit wurden durch Vorhänge ersetzt, nur noch in den Säulen sind Hände erkennbar
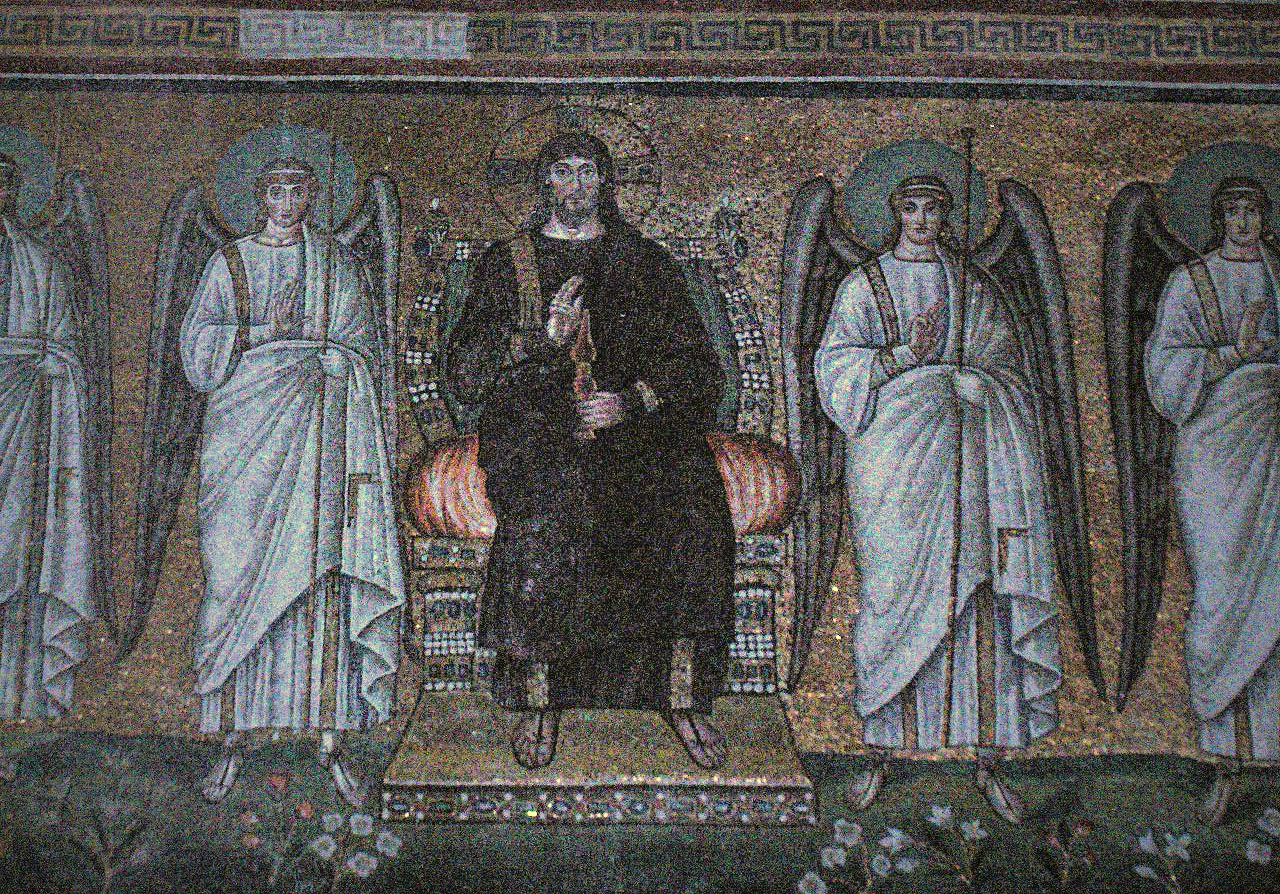
Thronender Christus, umgeben von Engeln